# Plan mobilizacyjny „PM-53”
Plan mobilizacyjny „PM-53” – jeden z planów mobilizacyjnych ludowego Wojska Polskiego.

## Charakterystyka
W latach 1949–1951 w Sztabie Generalnym Wojska Polskiego opracowany został plan mobilizacyjny „PM-1”. W latach 1951–1953 nastąpiło radykalne zwiększenie stanu Wojska Polskiego, a „PM-1” wymagał daleko idących korekt. Braki w środkach materiałowych i sprzęcie wojskowym przesądziły o całkowitej rezygnacji z „PM-1”. 
W 1953 zdecydowano się na opracowanie nowego dokumentu pod nazwą plan mobilizacyjny „PM-53”. W planie tym zakładano  sformowanie dwóch armii ogólnowojskowych o zwiększonej liczbie związków taktycznych. Stan etatowy SZ czasu wojennego planowany w „PM-53” był prawie 2,5-krotnie wyższy od stanu przewidywanego w PM-1.

W latach 1954–1956 wprowadzono zasadnicze zmiany w strukturze organizacyjnej Wojska Polskiego zmniejszając jego liczebność czasu pokoju. Rozwiązano korpusy armijne i korpusy pancerne oraz ich jednostki zabezpieczenia bojowego. Zaistniała zatem pilna potrzeba dostosowania „PM-53” do sytuacji międzynarodowej i trudnej sytuacji gospodarczej państwa. Poprawiony plan uzyskał nowy symbol  „ZPM-53”. Zasadnicze założenia organizacyjno–mobilizacyjne oraz zasady przygotowania i przeprowadzenia mobilizacji pozostały takie same.

## Mobilizacyjne rozwiniecie Sił Zbrojnych
W planie mobilizacyjnym „ZPM-53” uwzględniano dwa rodzaje mobilizacji: mobilizację częściową oraz mobilizację powszechną. Przy mobilizacji częściowej w rozkazach mobilizacyjnych wyszczególniano numery mobilizacyjne każdej jednostki wojskowej objętej mobilizacją. W ramach mobilizacji powszechnej zakładano dwa sposoby mobilizacyjnego rozwinięcia SZ: skryte – bez podawania do publicznej wiadomości faktu zarządzenia mobilizacji oraz jawne – ogłaszane za pomocą środków masowego przekazu. Jednak bez względu na rodzaj i sposób mobilizacji (częściowa, powszechna, skryta, jawna), żołnierze rezerwy mogli zostać powołani tylko za pomocą indywidualnych kart powołania. Instrukcje mobilizacyjne zakładały, że wszyscy rezerwiści posiadający przydziały mobilizacyjne mieli otrzymać karty mobilizacyjne, jednak bez wyszczególnienia w nich, do której jednostki, na które stanowisko oraz gdzie i w jakim terminie mają się zgłosić w przypadku zarządzenia mobilizacji. Dopiero karta powołania doręczana im w czasie mobilizacji określała dane niezbędne do stawiennictwa. Było to rozwiązanie anachroniczne, które wynikało z zasad zachowania tajemnicy prac mobilizacyjnych posuniętych niemal do absurdu.